# Андреев, Владимир Александрович (художник)
 Владимир Александрович Андреев (26 октября 1917, село Богчино, Галичский уезд, Костромская губерния, Российская республика — 25 января 1995, Санкт-Петербург, Российская Федерация) — советский художник, живописец, педагог, член Санкт-Петербургского Союза художников (до 1992 года — Ленинградской организации Союза художников РСФСР).

## Биография
В. А. Андреев  родился 26 октября 1917 года в селе Богчино Галичского уезда Костромской губернии. Первоначальное художественное образование получил в Пермском художественном училище.
В 1939 году призван в Красную Армию. С частями 1-го Белорусского фронта прошёл всю Великую Отечественную войну, встретив Победу в Берлине. Награждён «Орденом Красной Звезды», медалями «За взятие Берлина», «За освобождение Варшавы», «За боевые заслуги», «За победу над Германией».
После демобилизации в 1947 году поступил на факультет живописи Ленинградского института живописи, скульптуры и архитектуры имени И. Е. Репина, который окончил в 1953 году по мастерской Виктора Орешникова с присвоением звания художника живописи. Дипломная работа — картина «В цеховой библиотеке» (находится в собрании Ростовской областной картинной галереи).
С 1953 года постоянный участник выставок ленинградских художников. Писал жанровые и тематические картины, портреты, пейзажи, натюрморты. Наибольшее признание получили портреты современников — деятелей культуры и искусства, ветеранов войны, детские образы. Член Ленинградского Союза художников с 1957 года. В 1953—1989 годах преподавал на кафедре общей живописи в Ленинградском Высшем художественно-промышленном училище имени В. И. Мухиной. Персональные выставки художника прошли в Ленинграде в 1975, 1980 и 1984 годах.
Скончался 25 января 1995 года в Санкт-Петербурге на 78-м году жизни.
Произведения В. А. Андреева находятся в музеях и частных собраниях в России, США, Японии, Бельгии, Швейцарии, Франции и других странах.

## Выставки
- 1956 год (Ленинград): Осенняя выставка произведений ленинградских художников.
- 1958 год (Ленинград): Осенняя выставка произведений ленинградских художников.
- 1960 год (Ленинград): Выставка произведений ленинградских художников.
- 1961 год (Ленинград): Выставка произведений ленинградских художников 1961 года.
- 1968 год (Ленинград): Осенняя выставка произведений ленинградских художников.